# بطولة أوروبا لكرة الماء للسيدات 2012
بطولة أوروبا لكرة الماء للسيدات 2012 كان الموسم الـ 14 من بطولة أوروبا لكرة الماء للسيدات، وجرت المنافسات في آيندهوفن هولندا، ونظمت من قبل الاتحاد الأوروبي للسباحة.

## النتائج
| م       | المنتخب         |
| ------- | --------------- |
| ذهبية   | إيطاليا         |
| فضية    | اليونان         |
| برونزية | المجر           |
| الرابع  | روسيا           |
| الخامس  | إسبانيا         |
| السادس  | هولندا          |
| السابع  | المملكة المتحدة |
| الثامن  | ألمانيا         |
| التاسع  |                 |
| العاشر  |                 |